# Gladys Anderson Emerson
Gladys Anderson Emerson   (Caldwell, 1 de juliol de 1903 - Santa Monica, 18 de gener de 1984) va ser una historiadora estatunidenca, bioquímica i nutricionista que va investigar l'impacte de les vitamines en el cos. Va ser la primera persona a aïllar la vitamina E en una forma pura i el 1952 va guanyar la Garvan–Olin Medal.

## Biografia
Gladys Anderson va néixer l'1 de juliol de 1903, a Caldwell, Kansas; va ser l'única filla de l'Otis i la Louise (Williams) Anderson. Va assistir a escola de secundària de Fort Worth, Texas i a l'institut de El Reno, Oklahoma.
Va obtenir el Grau en Ciències (Bachelor of Science) en Química i Física i el Grau en Arts (Artium Baccalaureatus) en Anglès per la Universitat de Dones d'Oklahoma. El 1926, va obtenir el Grau de Màster en Historia i Economia per la Universitat Stanford.
Després de ser cap de departament a un institut, ensenyant geografia i història, va acceptar una beca en el camp de la bioquímica i la nutrició a la Universitat de Califòrnia, Berkeley. El 1932 va completar el seu doctorat en bioquímica i nutrició animal a Berkeley. Aquest mateix any es va casar amb el seu col·lega, Oliver Huddleston Emerson. Immediatament després, tots dos van ser acceptats com a becaris post-doc a la Universitat de Göttingen, Alemanya, on va treballar amb els guanyadors del premi Nobel Adolf Otto Reinhold Windaus i Adolf Butenandt.

## Carrera de recerca
De 1933 a 1942 va ser una investigadora associada a l'Institut de Biologia Experimental a la Universitat de Califòrnia a Berkeley, treballant amb Herbert McLean Evans qui el 1922 ja havia identificat i anomenat la Vitamina E, però Gladys Emerson va ser la primera persona en aïllar-la, obtenint α-tocoferol d'oli de germen del blat.
El 1942, se'n va anar a treballar per Merck & Co com a part del personal investigador, on va romandre durant 14 anys i on va culminar com a cap del departament de l'alimentació animal. Allí va treballar amb els micos rhesus, estudiant el complex de la vitamina B. A Merck, va identificar l'impacte de la retenció de B6 com a fet que contribueix al desenvolupament de l'arterioesclerosi, o l'enduriment de les artèries.
De 1950 a 1953, va treballar al Sloan-Kettering Institut, investigant el vincle entre dieta i càncer.
El 1956, va esdevenir professora de nutrició a la Facultat de Lletres i Ciències de la Universitat de Califòrnia, Los Angeles. El 1961 es va traslladar a la divisió de ciències nutricionals a l'escola de la Universitat de Salut Pública, on va exercir com a vice-presidenta del 1962 al 1970.
El 1969, el President Richard M. Nixon va nomenar Emerson com a vicepresidenta del Panel on the Provision of Food as It Affects the Consumer (La conferència de la Casa Blanca sobre Alimentació, Nutrició i Salut). El 1970, va actuar com a testimoni experta de l'Administració d'Aliments i Fàrmacs sobre vitamines, additius i suplements minerals al menjar.

## Vida personal
El 1940, es va divorciar del seu marit Oliver H. Emerson.
Va morir de càncer el 18 de gener de 1984 a Santa Monica, Califòrnia. Va ser enterrada a prop els seus pares a El Reno, Oklahoma el 24 de gener de 1984.